# Murales de Casimiro Escribá
Los Murales de Casimiro Escribá son una obra pictórica de gran envergadura del pintor español Casimiro Escribá que decora la Catedral de San Juan Bautista de Albacete.

## Historia
En 1958, tras constituirse la diócesis de Albacete y recibir el templo la consideración de catedral, su obispo, monseñor Arturo Tabera y Araoz, encarga a Casimiro Escribá, sacerdote valenciano y por aquel entonces presbítero de Ayora, como encargado de la decoración de los muros. Escribá tardó casi cinco años en tener terminadas las pinturas, comenzando el 2 de enero de 1958 y finalizándolas el 14 de octubre de 1962. Todo el trabajo lo realizó en su estudio situado en el ático de su casa, en Ayora, mientras continuaba con su labor como adjutor de la parroquia de dicha localidad. El resultado fue una de las mayores obras pictóricas realizadas por un único autor en todo el mundo y su coste, según publicaron los periódicos del momento, ascendió a tres millones de pesetas de la época.

## Descripción
Se trata de una serie de óleos sobre soporte de tela de lienzo imprimado, formando así once murales con una superficie total de 967 metros cuadrados, que posteriormente fueron adheridos en los paramentos y lunetos.

## Temática
La temática gira alrededor de once episodios la Biblia, interpretados de tal modo que las descripciones literales de algunos textos sagrados (la Asunción, la Anunciación y la Creación del Mundo) dejan paso a otras en las que Escribá traspasa los límites del contexto de los hechos narrados, incluyendo numerosas representaciones muy idealizadas e incluso intencionadamente anacrónicas (El Reinado del sagrado Corazón, la Redención, Refugio de Pecadores, La Eucaristía, La Reina de la Paz y Los Cuatro Jinetes del Apocalipsis). Asimismo, para la representación de las figuras humanas, tomó como modelos a amigos y vecinos de la localidad de Ayora, a los cuales pintó al natural.
El conjunto de los temas tratados es el siguiente:
- Nave del evangelio

| Tramo     | En el luneto                                    | En el muro      | Año  |
| --------- | ----------------------------------------------- | --------------- | ---- |
| 1er tramo | El profeta Ezequiel y la Resurrección de Lázaro | El Juicio Final | 1960 |
| 2º tramo  | El bautismo de Cristo y La Confesión            | La Redención    | 1959 |
| 3er tramo | Moisés y La Creación                            | El pecado       | 1958 |

- Nave de la epístola

| Tramo     | En el luneto                                                                       | En el muro                              | Año       |
| --------- | ---------------------------------------------------------------------------------- | --------------------------------------- | --------- |
| 1er tramo | El perdón de la mujer adúltera y La curación en la piscina de Bethsaida            | El Reinado del Sagrado Corazón de Jesús | 1962      |
| 2º tramo  | El sacrificio de Isaac y Los israelitas en el desierto                             | La Sagrada Eucaristía                   | 1960-1962 |
| 3er tramo | San Juan Evangelista volando sobre el águila y La alegoría del pecado en Babilonia | Los cuatro jinetes del Apocalipsis      | 1959      |

- Cabecera

| Nave           | En el luneto          | En el muro               | Año  |
| -------------- | --------------------- | ------------------------ | ---- |
| Nave evangelio | La Anunciación        | La Inmaculada Concepción | 1959 |
| Nave epístola  | La Santísima Trinidad | La Asunción de la Virgen | 1960 |

- Pies del templo

| Nave           | En el luneto                          | En el muro                              | Año  |
| -------------- | ------------------------------------- | --------------------------------------- | ---- |
| Nave evangelio | La Sagrada Familia                    | Reina de la Paz                         | 1958 |
| Nave central   | Natividad y el Anuncio a los pastores | Ángeles músicos                         | 1962 |
| Nave epístola  | La Fe y La Esperanza                  | Refugio de pecadores y Puerta del Cielo | 1958 |